# Денисов, Алексей Александрович (государственный деятель)
Алексей Александрович Денисов — советский хозяйственный и политический деятель.

## Биография
Родился в 1913 году в деревне Льготка. Член КПСС.
Окончил школу фабрично-заводского обучения.
В 1929—1932 гг. — кузнец на предприятиях города Нижнего Новгорода.
В 1932—1934 гг. — военнослужащий РККА.
В 1934—1945 гг. — секретарь парткома кузнечного цеха, заместитель секретаря парткома Горьковского автомобильного завода.
В 1945—1947 гг. — председатель Автозаводского райисполкома города Горького.
В 1947—1962 гг. — первый секретарь Богородского райкома ВКП(б), первый секретарь Павловского райкома КПСС, заместитель председателя Горьковского, Арзамасского областных Советов депутатов трудящихся.
В 1962—1976 гг. — начальник управления местной промышленности, управления художественных промыслов Горьковского облисполкома.
Делегат XXII съезда КПСС.
Умер в 1978 году в Горьком.

## Награды
- Орден Трудового Красного Знамени
- Орден Красной Звезды
- Орден Знак Почёта (дважды)